# Vergine delle rocce
Il titolo la Vergine delle rocce, o in maniera più formale la Vergine con Gesù Bambino, san Giovanni Battista e un angelo, designa indistintamente le due versioni di una tavola dipinta da Leonardo da Vinci e destinata ad occupare la parte centrale di una pala d'altare per una chiesa di Milano. La prima versione, conservata al Museo del Louvre di Parigi, venne creata tra il 1483 ed il 1486 ma venne rifiutata dal committente dell'opera; la seconda, dipinta in due tempi tra il 1491 ed il 1499 e tra il 1506 ed il 1508, è esposta alla National Gallery di Londra. Se è vero che l'opera di Leonardo conservata al Louvre è la prima delle due, l'attribuzione di quella di Londra è contestata: secondo alcuni essa sarebbe stata realizzata da Giovanni Ambrogio de Predis, sotto la direzione di Leonardo. I due dipinti sono sostanzialmente uguali nel concetto generale, ma differenti in alcuni dettagli della composizione e per le loro tecniche di esecuzione.
L'opera narra l'incontro tra Maria, Gesù Bambino e san Giovanni Battista all'interno di una caverna durante l'episodio della fuga in Egitto della Sacra Famiglia, durante il periodo della strage degli Innocenti. Nella scena è presente anche il personaggio di un angelo - senza dubbio Uriel, tradizionalmente associato a San Giovanni. La Vergine delle rocce celebra il mistero dell'Immacolata Concezione e dell'Incarnazione, distinguendosi per il suo contenuto simbolico complesso.
Chi commissionò la prima opera fu la confraternita milanese dell'Immacolata Concezione, affiliata all'Ordine dei Frati minori francescani: la tavola venne commissionata per la decorazione dell'altare di una cappella da poco eretta nella chiesa di San Francesco Grande a Milano. Ad oggi non conosciamo perfettamente le tappe dei vari spostamenti dell'opera, ma sulla base di ipotesi si ha ragione di credere che la prima versione sia stata venduta dallo stesso Leonardo da Vinci a Ludovico il Moro, per poi finire nella collezione di Francesco I di Francia; quanto alla seconda versione, esposta nella chiesa di San Francesco Grande sino alla fine del XVIII secolo, venne acquistata da un esperto d'arte inglese e poi passò alla National Gallery.
La composizione fu al centro di un conflitto giuridico tra il pittore ed i suoi committenti che durò venticinque anni: la prima versione venne rifiutata dalla confraternita per le sue caratteristiche giudicate troppo eterodosse ed in particolare per il fatto che Leonardo aveva dato troppo spazio al Battista rispetto a Gesù Bambino, in una lettura gnostica del Nuovo Testamento. Per questa ragione, il pittore dovette procedere alla realizzazione di una seconda versione più conforme alla lettura canonica delle Sacre Scritture, nella quale Cristo occupa un posto centrale.
In quest'opera, l'artista fa esplodere tutta l'originalità e la maestria del suo talento: la composizione, il ruolo della luce ed il suo rapporto perfetto con gli elementi naturali de La Vergine delle rocce sono unanimemente riconosciute come rivoluzionarie. L'iconografia, risolutamente nuova, conobbe da subito un immenso successo, attestato dal gran numero di copie contemporanee del dipinto.

## Descrizione
La Vergine delle rocce presenta un episodio apocrifo della tradizione cristiana derivata dal Protovangelo di Giacomo che narra dell'incontro tra Gesù e San Giovanni Battista ancora infanti: re Erode aveva ordinato l'uccisione di tutti i primogeniti maschi inferiori ai due anni in quello che è storicamente divenuto noto col nome di "strage degli Innocenti" e la Sacra Famiglia fuggì in Egitto; lungo il cammino, la famiglia incontrò Elisabetta, cugina di Maria, accompagnata da suo figlio Giovanni. Secondo il testo, questo incontro avvenne nel deserto, contrariamente a quanto mostrato nel dipinto di Leonardo.: è possibile che Leonardo si sia ispirato ad una tradizione medievale per giustificare l'ambiente cavernoso nel quale i personaggi si sarebbero rifugiati, in quanto la grotta aveva senz'altro un'immagine maggiore di isolamento e di mancanza di ospitalità.. Inoltre, il dipinto presenta la figura di Uriel, anch'egli citato nel protovangelo di Giacomo: questo arcangelo risulta sempre particolarmente legato alla figura di Giovanni il Battista..

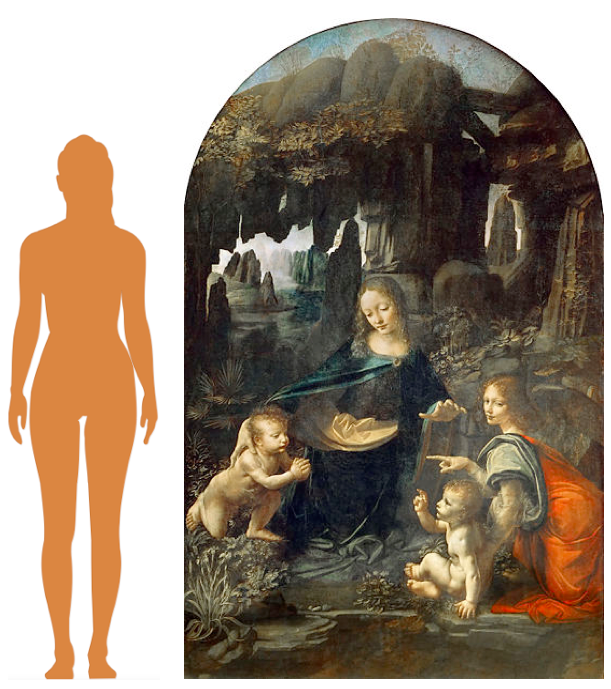
Confronto tra una donna di statura media (165 cm) e la versione del Louvre (199x122 cm).

Entrambe le versioni dell'opera si trovano su un supporto identico, una tavola di legno. La versione del Louvre ha subito una trasposizione su tela all'inizio del XIX secolo. Tutte e due ad ogni modo utilizzano il medesimo processo: la pittura ad olio. La tavola sono in entrambi i casi di forma rettangolare con la base superiore arcuata.. Le dimensioni, più o meno le medesime, sono rispettivamente di 199x122 cm (versione parigina) e 189,5x120cm (versione londinese).
Le opere sono simili nei soggetti e nelle decorazioni presenti. In scena si trova un gruppo di quattro personaggi. Una donna identificata con la Vergine Maria è situata al centro della composizione, elevandosi così a personaggio principale dell'opera.. Inginocchiata, ella pone il volto verso lo spettatore. La sua mano destra è posata sulla spalla di un bambino, Giovanni Battista, che appare di profilo, inginocchiato ed in atteggiamento di preghiera. Il viso della Vergine, inquadrato da lunghi capelli a boccoli, è inclinato verso Giovanni Battista. La mano sinistra è invece protesa verso l'altro bambino di profilo, Gesù, il quale accenna ad un gesto di benedizione con la mano destra in direzione di Giovanni. Dietro alla destra di Gesù si trova un personaggio identificato con l'arcangelo Uriel, anche lui inginocchiato, il quale volge lo sguardo direttamente verso lo spettatore.
In primo piano, la roccia è piana, mentre sul retro diventano più sporgenti e raggruppate. Il paesaggio è tipico di una cavena anche se vi sono numerose piante e fiori di diverse varietà. In secondo piano, la caverna presenta due gallerie: quella a sinistra si apre verso una distesa d'acqua ai piedi di una montagna; quella di destra lascia intravedere numerose altre rocce..
Nella composizione delle due differenti versioni dell'opera si possono ravvisare due elementi fondamentali: da una parte il gesto dell'angelo che designa san Giovanni con la mano destra, gesto presente solamente nella versione del Louvre (contraddistinto, secondo Charles Nicholl, da uno straordinario studio di posizione della mano; l'altro elemento sono certamente gli attributi come l'aureola e la croce astile portate rispettivamente da Maria e da San Giovanni Battista, visibili solo nella versione della National Gallery..

## Storia

### Attribuzione
L'attribuzione della versione del Louvre a Leonardo da Vinci è stata oggetto di un largo consenso da parte della comunità scientifica, suffragata dalla presenza di una notevole documentazione contemporanea alla sua creazione, a partire dal contratto di commissione. L'analisi stilistica dell'opera conferma questa attribuzione: la colorazione tipica di Leonardo oltre all'analisi delle figure; inoltre si riscontra una notevole precisione scientifica nella resa botanica e geologica dell'ambiente, tutti elementi che rimandano profondamente a Leonardo da Vinci.
Quanto alla versione della National Gallery, la sua attribuzione suscita ancora dei dibattiti in seno alla comunità scientifica: se la matrice dell'opera sembra essere di Leonardo da Vinci, è probabile che egli abbia delegato tutta o parte dell'opera ai suoi assistenti, ma è estremamente difficile determinare il valore di queste percentuali. Sicuramente l'opera corrisponde all'evoluzione stilistica del pittore, rimandando ad un periodo più tardivo della sua carriera.. La maggioranza dei ricercatori è concorde nel ritenere che il dipinto sia stato realizzato da Leonardo con l'assistenza di Giovanni Ambrogio de Predis o da altri membri del suo atelier come ad esempio Marco d'Oggiono e Giovanni Antonio Boltraffio. Qualche elemento, qualche colpo di pennello sembrano attribuibili al modo di lavorare di Leonardo. Sembra che in questo processo di delega, Leonardo da Vinci si fosse riservato la possibilità di intervenire su alcune parti: in tal senso il viso e la capigliatura della Vergine sarebbero di sua mano, con l'assistenza forse dell'allievo Antonio Boltraffio; la vegetazione e le rocce non sembrano essere di mano del maestro in quanto l'insieme appare troppo grossolano e non corrisponde alla qualità della pittura della prima copia. Pietro Marani l'ha attribuita, a giudicare dai corpi dei giovinetti, a Marco d'Oggiono, assistente tra i più fedeli del maestro. Anche Ann Pizzorusso è stata concorde nel ritenere che, sulla base delle imprecisioni e degli errori manifesti presenti, l'attribuzione dell'opera londinese non sia da ricondurre alla mano di Leonardo.

### Il titolo
La tavola non aveva in origine un titolo preciso come per la maggior parte delle opere antecedenti al XIX secolo; fu solo allora che il quadro divenne noto col nome con cui oggi è più noto: in una lettera di Leonardo da Vinci e Giovanni Ambrogio de Predis a Ludovico il Moro del 1491, il quadro viene indicato semplicemente come un "ritratto di Nostra Madonna", come pure nel 1506, il quadro viene definito Imago gloriosissime Virginis Marie cum filio e Sancto Ioanne Baptista («Immagine gloriosissima della Vergine Maria col Figlio e san Giovanni il Battista").
Il titolo attuale de La Vergine delle rocce gli è stato attribuito originariamente in francese, La Vierge aux rochers, e con tale nome appare per la prima volta nel 1830 in un catalogo di opere del museo del Louvre. Questo titolo convive col più formale La Vergine, il Bambino Gesù, san Giovanni Battista e un angelo come indicato dall'Institut national d'histoire de l'art e dallo storico dell'arte Frank Zöllner. Ad ogni modo il titolo derivato dal francese La Vergine delle rocce è quello che si è imposto maggiormente in tutte le altre lingue, in particolare in inglese, The Virgin of the rocks come indicato dalla National Gallery, istituto proprietario della seconda versione dell'opera.

### Le committenza

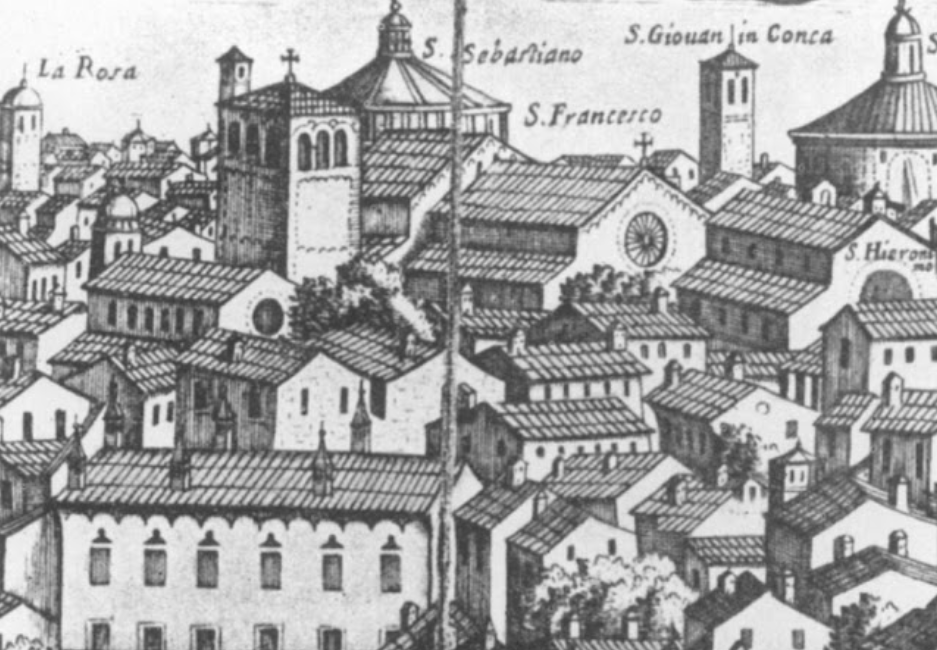
Veduta aerea datata al 1640 della chiesa di San Francesco Grande a Milano dove si trovava La Vergine delle rocce.

La committenza dell'opera è perfettamente nota: si trattava della confraternita dell'Immacolata Concezione, una confraternita laica milanese che era legata alla chiesa di San Francesco Grande. Come il nome del luogo indica, la confraternita traeva origine dai francescani, ordine fondato nel 1210 da Francesco d'Assisi. Qualche anno prima della creazione de La Vergine delle rocce, venne consacrata in loco una cappella dedicata alla Vergine Maria, ed in particolare all'Immacolata Concezione, per cui l'opera venne appositamente studiata.
La scelta di rappresentare san Giovanni Battista nell'opera pervenne direttamente dai committenti, come del resto fa esplicita menzione il contratto datato al 25 aprile 1483. La sottolineatura sul Battista si può spiegare con la forte linea di collegamento che i francescani desideravano tracciare tra il loro fondatore e Giovanni Battista: quest'ultimo era visto infatti come un "francescano ante litteram", dal momento anche che il nome di battesimo di san Francesco d'Assisi era Giovanni.
La rappresentazione della Vergine Maria si attiene a quanto previsto dal contratto. La scelta ricade esplicitamente da parte della committenza di porsi sotto la sua protezione, sottolineando nel contempo la sua protezione sulla figura di San Giovanni Battista, su cui la Madonna pone una delle proprie mani, riconducendo sotto la propria ala anche l'intero ordine francescano. Ancora in quest'ottica dunque può essere visto il gesto dell'angelo che punta il dito su Giovanni il Battista.

### Contesto della creazione

#### L'opera nella vita di Leonardo da Vinci
Quattro anni prima della creazione de La Vergine delle rocce, Leonardo aveva lasciato l'atelier del suo maestro, Andrea del Verrocchio, dove aveva lavorato dal 1469, il quale, come riporta lo storico dell'arte e biografo Giorgio Vasari, "aveva smesso di dipingere sentendosi sorpassato dall'allievo, senza mai più toccare il pennello".. A Firenze dove aveva aperto il proprio atelier, ottenne delle committenze da Lorenzo il Magnifico, tra cui l'Annunciazione (c. 1472 – 1475) o L'Adorazione dei Magi (incompiuto, c. 1481).
Nel 1482, il pittore lasciò Firenze per entrare al servizio della corte di Milano: certamente nel milanese Leonardo trovò l'atmosfera a lui congeniale per la creazione delle sue opere artistiche, ma soprattutto con la promessa di poter impiegare il proprio talento di ingegnere e di musicista. Di fatti ottenne una raccomandazione da Lorenzo il Magnifico presso Ludovico il Moro. Prima de La Vergine delle rocce non abbiamo notizie di opere affidate a Leonardo a Milano e se ne può dunque dedurre che quella fu la prima committenza affidata a Leonardo dopo il suo arrivo in città.
Al momento della creazione de La Vergine delle rocce nel 1483, Leonardo da Vinci aveva poco più di trent'anni. Se i fratelli de Predis, che lavorarono per Leonardo, potevano essere considerati come artisti validi con una reputazione locale, il rinomato Leonardo da Vinci godeva ormai di una fama affermata: egli infatti viene già indicato col titolo di "maestro" nel contratto de La Vergine delle rocce. Malgrado tale riconoscimento, Leonardo era nuovo a Milano e non disponeva ancora di quelle relazioni che gli permettessero di ricevere delle committenze e di poter vivere della propria arte. Egli decise dunque di avvalersi della collaborazione di altri artisti locali, ed in particolare di Ambrogio de Predis che lo mise in contatto con l'aristocrazia milanese, mettendosi al servizio dell'esperienza artistica del maestro.

Annunciazione (c. 1472 – 1475, Firenze, Galleria degli Uffizi).
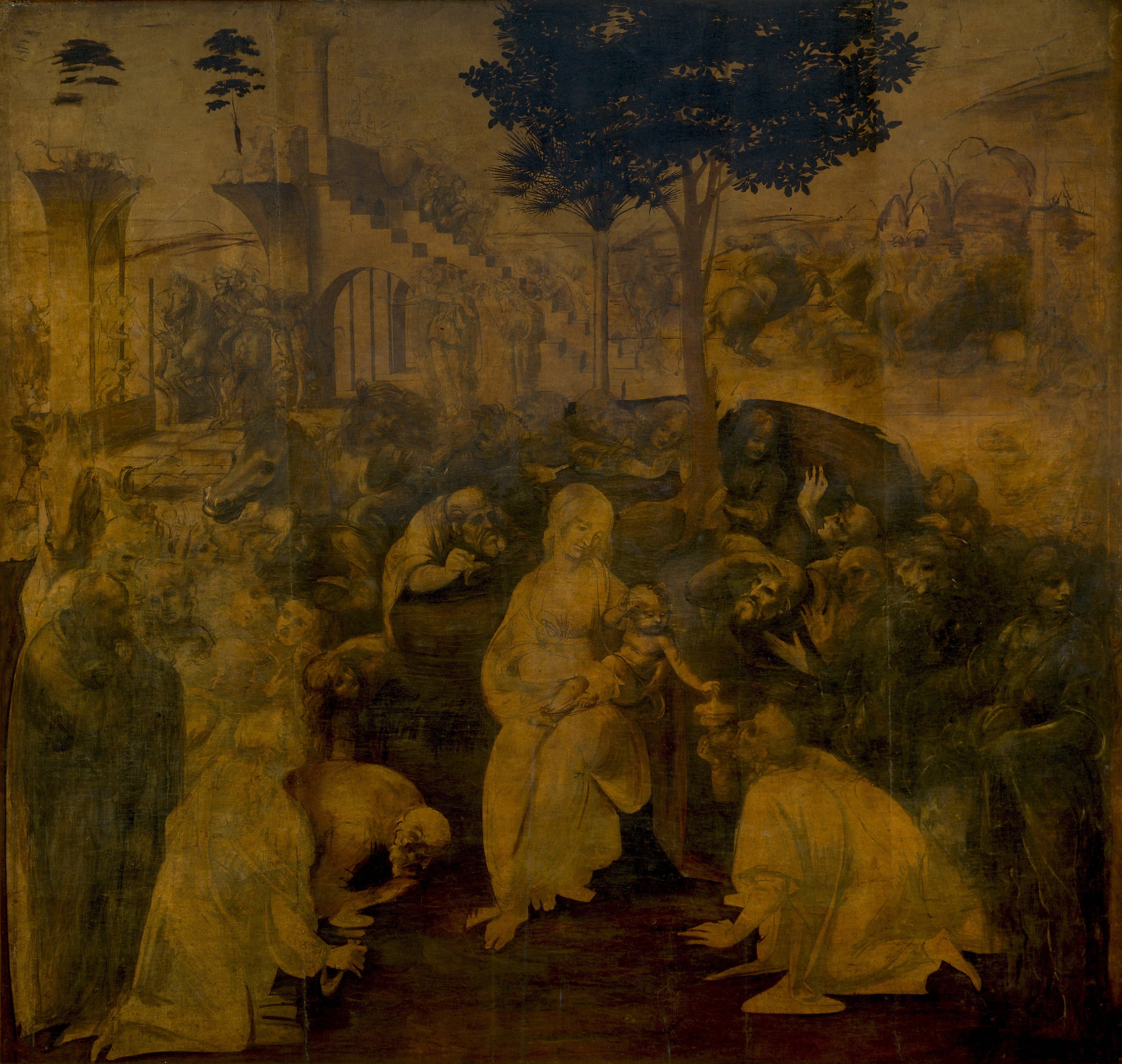
Adorazione dei Magi (opera incompiuta, c. 1481, Firenze, Galleria degli Uffizi).

#### Fonti cronologiche per la creazione dell'opera
Le condizioni della committenza sono note e ben documentate. Malgrado la ricchezza di documenti disponibili per gli storici dell'arte, ad ogni modo, vi sono larghe zone d'ombra che riguardano ancora l'esatto periodo della creazione dell'opera.
La creazione de La Vergine delle rocce è ascrivibile al quadro di decorazione di una cappella recentemente costruita. In effetti, nel 1475, la locale maestranza dell'ordine dei francescani di San Francesco Grande propose la creazione di una cappella dedicata alla Madonna. Parallelamente venne fondata una confraternita (scola) laica, aperta a tutti coloro che volessero dedicarsi all'adorazione particolare dell'Immacolata Concezione. A cappella terminata, la confraternita diede commissione per l'esecuzione di alcuni affreschi per decorare la volta l'8 maggio 1479. L'anno successivo, venne fatta realizzare una pala d'altare di grandi dimensioni per comprendervi la statua di una Madonna che venne commissionata al falegname e scultore Giacomo del Maino. La pala d'altare venne consegnata il 7 agosto 1482 e la scultura della Madonna venne consegnata il 22 novembre di quello stesso anno.
Poco dopo, per arricchire ulteriormente l'altare, venne sottoscritto davanti ad un notaio in data 25 aprile 1483 un contratto tra la confraternita da una parte e dall'altra il "maestro" pittore Leonardo da Vinci e due ritrattisti miniaturisti, i fratelli Evangelista e Giovanni Ambrogio de Predis Al 1 maggio 1483, i tre ricevettero cento lire milanesi come acconto. Il resto del pagamento venne versato dilazionato mensilmente in quaranta soldi, versati a partire dal luglio di quello stesso anno.
La data di consegna dell'opera prevista dal contratto è oggetto di discussione tra i ricercatori dal momento che sebbene il contratto indichi la data 8 dicembre, corrispondente alla festa dell'Immacolata Concezione, non viene precisato l'anno: la maggior parte degli storici dell'anno sostiene che l'anno del contratto sia il 1483. Frank Zöllner, confrontando i ventiquattro/trenta mesi che vennero stimati come necessari per la realizzazione dell'Adorazione dei Magi qualche anno prima, considera i sette mesi previsti dal contratto di Leonardo per La Vergine delle rocce un tempo ragionevole per la realizzazione dell'opera completa; le modalità di pagamento ed i differenti versamenti inducono però a pensare a un periodo dilazionabile sino a 20 mesi. È dunque possibile datare sulla base di questi dati la consegna al dicembre del 1484.
Da questo momento in poi, i documenti diventano lacunosi e le date più incerte: non si trova notizia di una lettera scritta dal maestro tra il 1491 ed il 1494 per ottenere l'intercessione di Ludovico il Moro per ottenere il completamento del salario per l'opera eseguita. Uno dei motivi per cui Leonardo potrebbe non aver voluto o potuto reclamare il saldo previsto da contratto per l'opera è che nel frattempo l'opera potrebbe essere stata venduta.: l'ipotesi maggioritaria e la più antica è che l'opera venne venduta a Ludovico il Moro in occasione del matrimonio tra sua nipote Bianca Maria Sforza e l'imperatore Massimiliano I del Sacro Romano Impero per farne dono alla nuova coppia di sposi..
I committenti ad ogni modo non avevano ricevuto l'oggetto della loro committenza, in quanto la prima versione dell'opera venne rifiutata perché non corrispondente ai dettami evangelici espressi dalla confraternita, e la seconda (quella esposta a Londra), venne completata solo nel decennio successivo: tra il 1491 ed 1499 secondo la National Gallery, tra il 1493 ed il 1495 secondo Sara Taglialagamba, tra il 1493 ed il 1499 per Charles Nicholl e dal 1495 in poi per Séverine Laborie. Questa seconda versione sembra sia stata ancora un abbozzo quando nel 1499 Leonardo lasciò Milano per portarsi a Venezia. Nel 1503, per quanto ancora incompiuta, la seconda versione venne esposta nella cappella della chiesa di San Francesco Grande. Il 3 e 9 marzo di quello stesso anno, l'artista dispose una nuova richiesta, inviata questa volta al re di Francia Luigi XII, per richiedere il completamento di quanto dovutogli nel salario. In data 27 aprile 1506, gli inviati presso la confraternita, ebbero ad ogni modo l'occasione di constatare che l'opera non era finita e pertanto chiesero di completare l'opera. Il 23 ottobre 1508, l'opera venne riconsegnata terminata e finalmente gli artisti vennero pagati per il loro lavoro.. Questa seconda versione de La Vergine delle rocce rimase esposta nella chiesa milanese di San Francesco Grande sino alla fine del XVIII secolo quando venne venduta e portata in Inghilterra. Qualche anno più tardi, nel 1806, la chiesa di San Francesco Grande giudicata ormai vetusta e pericolosa, venne abbattuta e venne eretta al suo posto l'attuale caserma Garibaldi..

### Il contratto
Figure in bassorilievo
     Struttura di sostegno della pala d'altare.

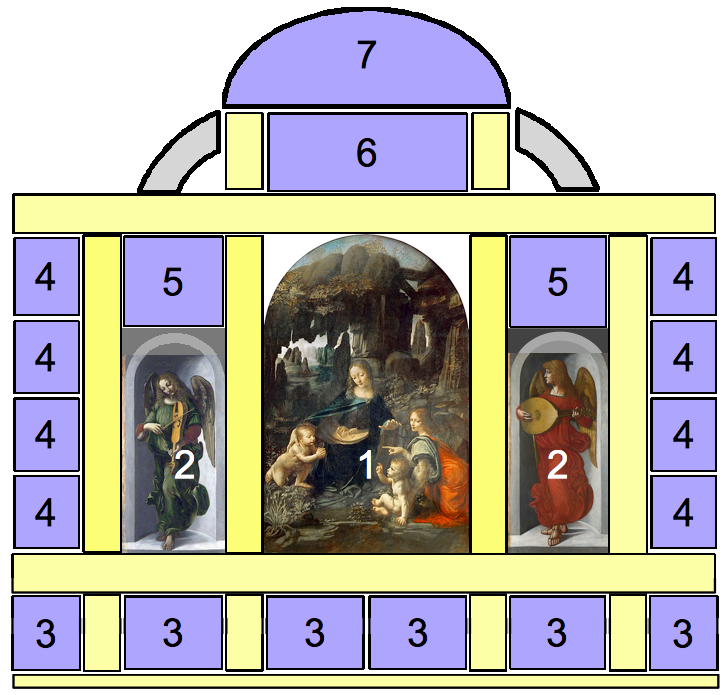
Schema di ricostruzione della pala d'altare in cui era inserita La Vergine delle rocce secondo l'ipotesi ricostruttiva di Carlo Pedretti, e condivisa anche da Malaguzzi-Valeri e da Frank Zöllner sulla base del contratto stabilito.
Figure in bassorilievo
Struttura di sostegno della pala d'altare.
1) Pannello de La Vergine delle rocce
2) Pannelli laterali degli Angeli musicanti
3) Scene della vita della Vergine
4) Scene della vita della Vergine
5) (sconosciuti)
6) La Vergine con una gloria d'angeli
7) Rappresentazione di Dio Padre con una gloria di Serafini.

Il contratto, datato al 25 aprile 1483, venne siglato a Milano davanti al notaio Antonio di Capitani, giurista abituale della confraternita dalla fondazione della stessa nel 1475. Secondo i ricercatori, il contratto era un documento di un'accessibilità complessa: in effetti esso è fisicamente danneggiato da una vasta macchia d'umidità nella parte superiore; inoltre esso è redatto con parole in latino ed altre in lombardo che ne rendono la perfetta comprensione incerta; il testo è poi costruito in maniera assai disordinata e vi mancano delle informazioni come ad esempio l'anno che con tutta probabilità era dato per scontato o comunicato oralmente alle parti..
Come indica l'intestazione della minuta presente nello studio del notaio, viene da subito precisata la relazione tra la confraternita milanese dell'Immacolata Concezione da una parte e dall'altra gli artisti Leonardo da Vinci ed i fratelli Giovanni Ambrogio ed Evangelista de Predis.
La creazione de La Vergine delle rocce si ascrive al quadro di una decorazione di una cappella dedicata all'Immacolata Concezione all'interno della chiesa di San Francesco Grande a Milano. Nel 1482, la scultura in legno di Giacomo del Maino portò alla realizzazione di una pala d'altare di grandi dimensioni la quale però appariva priva di decorazioni: l'intervento di Leonardo da Vinci e dei fratelli de Predis avrebbe consistito proprio nella doratura e nell'ornamentazione delle parti scolpite e nella creazione di pitture su tavola per essere inserite all'interno.. La ripartizione delle pitture o delle diverse parti tra gli artisti non è elencata nel testo del contratto, ma gli storici dell'arte sono concordi unanimemente nel ritenere che, mentre il "maestro" Leonardo avrebbe lavorato al pannello principale della pala (La Vergine delle rocce appunto), Ambrogio avrebbe provveduto alla decorazione dei pannelli laterali (i due Angeli musicanti), mentre Evangelista, che per abilità nelle miniature superava gli altri due suoi colleghi, si sarebbe occupato delle decorazioni.
L'aspetto finanziario costituisce una parte importante del contenuto del contratto. Esso definisce da una parte il dettaglio del valore dei materiali da utilizzare per gli artisti: prezzo dell'oro per le dorature e uso del blu oltremare, in particolare per le vesti della Vergine. D'altra parte esso indica anche la retribuzione degli artisti: il totale del costo del quadro sarebbe stato di 800 lire milanesi, con un acconto di 100 lire e versamenti mensili di 40 lire da pagarsi sino al dicembre del 1484. Infine, viene fatta promessa ai pittori di una somma supplementare a completamento dei lavori.. Quest'ultimo punto costituisce un elemento fondamentale per la comprensione della storia dell'opera dal momento che tale somma sarebbe stata lasciata alla bontà dei membri della confraternita, che si ergevano dunque a giudici finali del quadro e questo fa comprendere anche il perché del loro rifiuto sulla prima versione dell'opera che li vide contrapposti a Leonardo sui temi affrontati pittoricamente.
Il contratto prescrive come data di completamento del lavoro la festa dell'Immacolata Concezione, l'8 dicembre. L'anno ad ogni modo non è precisato il che apre la strada a due ipotesi: 1483, in soli sette mesi di lavoro secondo quanto esposto da Gerolamo Biscaro e da Charles Nicoll o 1484, dopo 19 mesi di lavoro, come esposto da Frank Zöllner.
Il contratto appare particolarmente preciso sugli aspetti tecnici della composizione. Le dimensioni del pannello che vengono precisate in quanto esso deve inserirsi all'interno di una cornice d'altare già costruita, motivo per cui entrambe le versioni de La Vergine delle rocce appaiono simili. Viene precisato l'uso della pittura a olio e alcuni colori particolari per i vestiti e per l'incarnato oltre all'utilizzo di materiali preziosi. Infine, i committenti prescrivono di fare espressamente uso delle nuove tecniche di pittura di modo da poter conservare l'opera in ottimo stato almeno per i dieci anni successivi alla sua esecuzione.

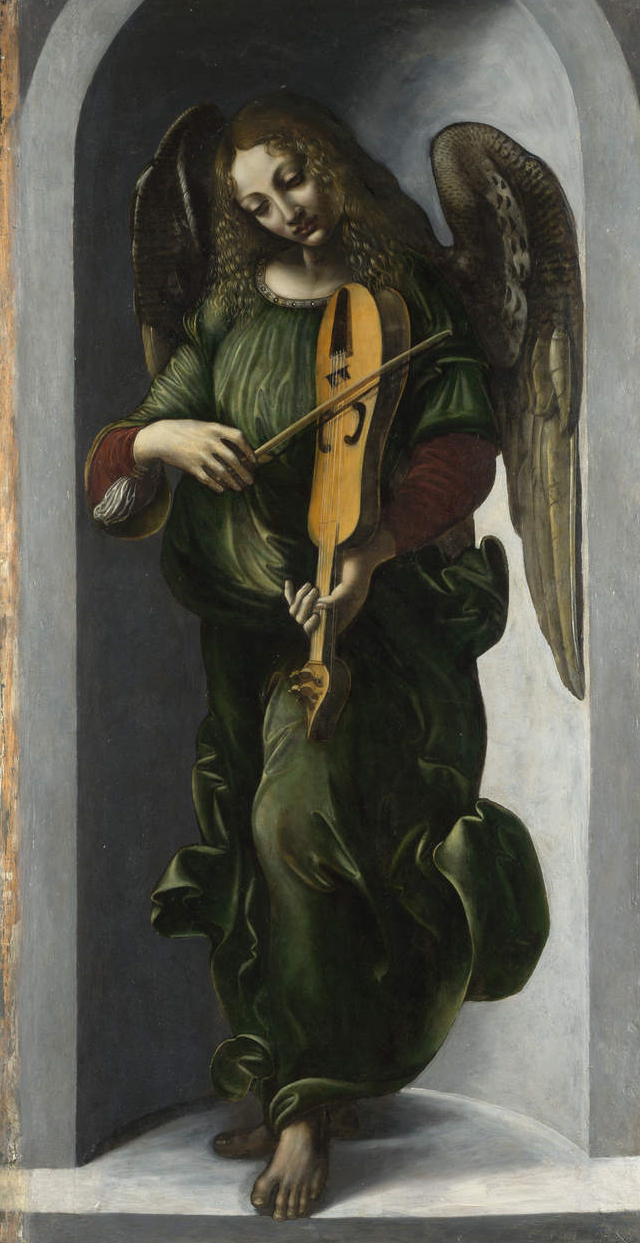
Angelo musicante in verde che suona il violino (si tratta di una lira da braccio[55] attribuito a Francesco Napoletano (tra il 1490 ed il 1499)[56].
Angelo musicante in rosso che suona un liuto dipinto da Giovanni Ambrogio de Predis (tra il 1495 ed il 1499).

Oltre alle figure di contorno, il contratto prevedeva espressamente una rappresentazione della Vergine accompagnata da Gesù Bambino (tema ricorrente in pittura chiamato "Madonna con Bambino") e da un gruppo di angeli e due profeti. Anche se queste pitture non sono precisate nei soggetti, Gerolamo Biscaro ha proposto l'ipotesi che uno di questi fosse Isaia, il quale viene tradizionalmente associato alla Vergine, in quanto nella lettura medievale della Bibbia si riteneva che egli avesse annunciato direttamente la nascita di Cristo: 
(Isaia 7, 14)
.
A livello effettivo, dunque, i ricercatori non hanno trovato alcun riferimento scritto alla figura di Giovanni il Battista. Su questo punto, lo storico dell'arte Frank Zöllner ha pensato che questa figura fosse da ritenere una figura tutelare per la confraternita, oggetto di un accordo orale con la committenza. Infine il contratto prescriveva la rappresentazione di montagne e rocce nelle quali i personaggi si sarebbero trovati nella scena..

### La mancata consegna
Finalmente, malgrado il passaggio del 1485 e del 1486 come prescritto dal contratto, La Vergine delle rocce non venne ancora consegnata da Leonardo da Vinci. In effetti l'opera in questo periodo entrò al centro di un conflitto giuridico destinato a perdurare per venticinque anni.
La tradizione considera che la confraternita abbia rifiutato l'opera perché l'artista non aveva rispettato le clausole del contratto. In effetti il quadro mancava di tutte quelle richieste specifiche formulate al pittore: ne La Vergine delle rocce, Leonardo da Vinci rappresenta un angelo al posto dei due profeti richiesti, come pure non ha utilizzato i colori richiesti per le vesti della Vergine; parallelamente sui pannelli laterali sono raffigurati solo due dei quattro angeli musicanti. Gli storici dell'arte hanno addotto più di una ragione per questa volontà di Leonardo di non rispettare il contratto: la libertà artistica tipica di Leonardo da Vinci ma anche il fatto che l'artista avrebbe potuto aver incominciato il lavoro anche prima di aver ricevuto effettivamente la commissione. Da qui la spiegazione del malcontento della confraternita.
Sembra che la lite tra le parti fosse sul contenuto eterodosso del dipinto realizzato oltre al fatto che esso fosse stato consegnato palesemente in ritardo. Al dicembre del 1484, infatti, gli artisti non erano ancora stati pagati in tutto delle 800 lire promesse, ma solo di 730 mostrando chiaramente l'esitazione della committenza a quadro ricevuto. Il rifiuto della confraternita fu immediato malgrado la firma contrattuale, ed è per questo che probabilmente gli artisti pensarono più volte di vendere l'opera ad altri per costringere la committenza a saldare il proprio debito. Si può quindi considerare il fatto che la questione finanziaria abbia costituito un punto focale utilizzato dalle due parti. Il pagamento della somma convenuta, infatti, avrebbe corrisposto alla piena accettazione dell'opera, ma da un lato il mancato pagamento dell'opera avrebbe portato ragione agli artisti.. La creazione della seconda versione dell'opera con alcuni elementi modificati, infine, consentì di risolvere la controversia: la figura di Gesù Bambino ritrovò centralità nella composizione, venne eliminato il gesto della mano dell'angelo, vennero aggiunti gli attributi tradizionali di San Giovanni Battista.

### Il destino delle due opere

#### Versione del Louvre

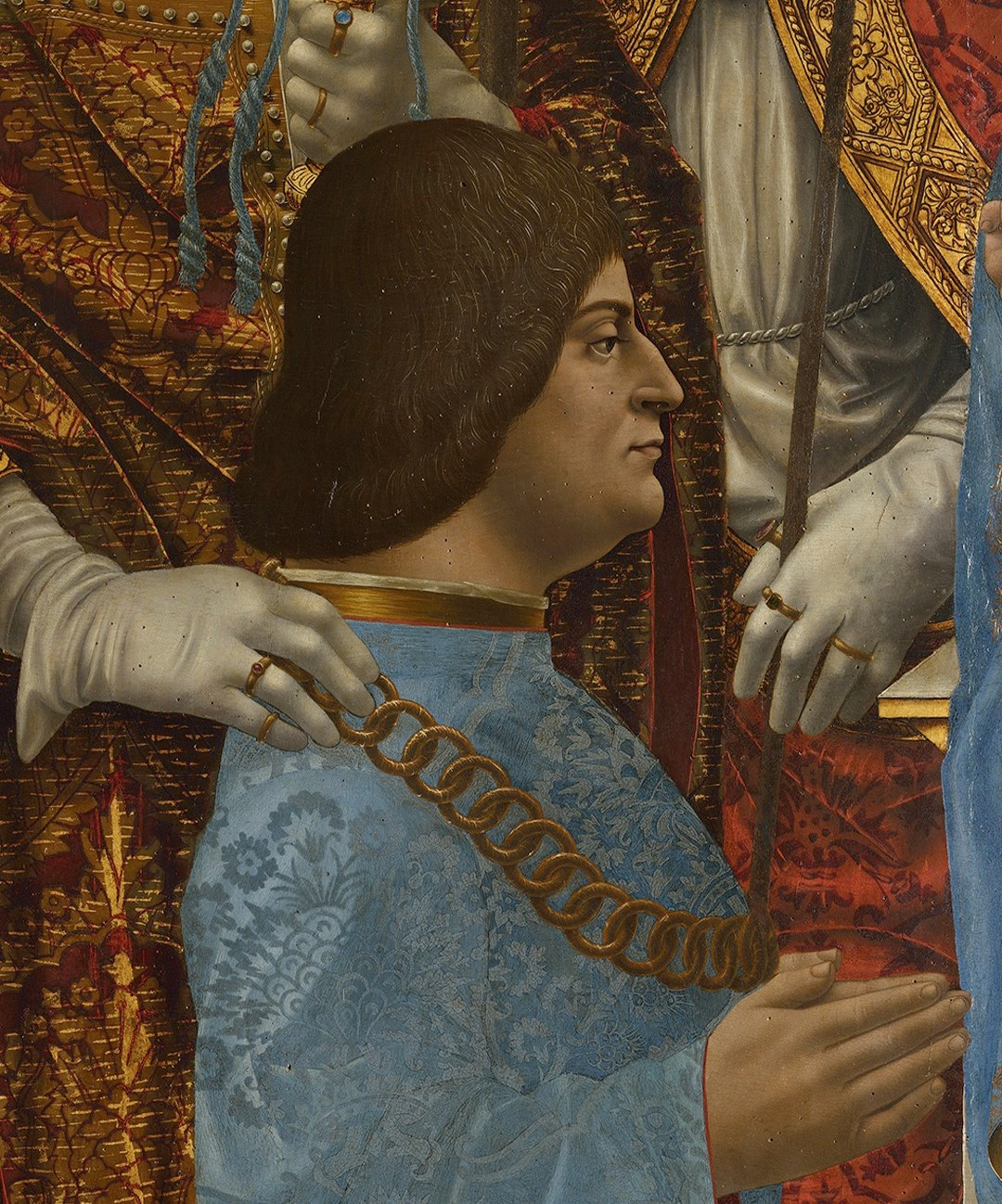
Ritratto di Ludovico il Moro (dettaglio dalla Madonna con il Bambino, i dottori della Chiesa e la famiglia di Ludovico il Moro, Maestro della Pala Sforzesca, 1494-1495, Milano, pinacoteca di Brera).

Cioè che fu de La Vergine delle rocce a partire dagli anni '90 del Quattrocento è oggetto di ipotesi contraddittorie: forse Leonardo la vendette? E come fece l'opera a giungere nella collezione reale francese?
Sembrerebbe da escludere il fatto che Leonardo da Vinci abbia portato con sé il dipinto in Francia come invece fece per La Gioconda dal momento che non vi è alcun indizio o elenco che sembra confermare tale ipotesi.
Secondo l'ipotesi più accreditata dalla ricerca scientifica, Leonardo avrebbe venduto l'opera a Ludovico il Moro che l'avrebbe offerta come dono di nozze a sua nipote Bianca Maria Sforza, passata in moglie all'imperatore Massimiliano I del Sacro Romano Impero a Innsbruck nel 1494: il biografo Antonio Billi, contemporaneo di Leonardo, riporta invece il fatto che l'artista abbia realizzato una pala d'altare per il Moro, e l'unica pala d'altare creata dall'artista a Milano è proprio La Vergine delle rocce. Trentacinque anni più tardi, il dipinto venne offerto ad Eleonora d'Asburgo, figlia minore di Massimiliano I, al momento del suo matrimonio con Francesco I di Francia nel 1530.
Una seconda ipotesi comprenderebbe la confisca da parte di Luigi XII durante le guerre d'Italia: la seconda guerra d'Italia ebbe inizio nel settembre del 1499 quando i francesi conquistarono Milano, ed i conflitti nell'area terminarono solo con la quarta guerra più di un decennio dopo.
Secondo un'ulteriore ipotesi, l'opera venne confiscata da Carlo II d'Amboise nel 1508, all'epoca maresciallo di Francia e grande estimatore del maestro italiano.
L'opera ad ogni modo si trovò certamente poi nelle collezioni reali di Francia dal momento che Maître Claude ne disegnò una riproduzione già nel 1517. L'erudito e collezionista d'arte Cassiano dal Pozzo riporta di averla vista esposta al castello di Fontainebleau.
Secondo gli osservatori, ad ogni modo, il quadro si presentava in uno stato di conservazione mediocre ed era particolarmente fragile al punto che nel 1806 si decise il trasporto su tela

#### Versione della National Gallery
Quanto alla seconda versione dell'opera, venne realizzata successivamente e probabilmente venne consegnata anch'essa incompleta e venne ripresa in più parti in momenti diversi. Essa venne infine esposta nella cappella dell'Immacolata Concezione della chiesa di San Francesco Grande.. Nel 1576, la cappella venne demolita ed i dipinti spostati nella struttura modificata. Qui rimase sino al 1781. Quando la confraternita venne soppressa sulla base delle disposizioni di Giuseppe II del Sacro Romano Impero, la confraternita di Santa Caterina della ruota ne ereditò tutti i beni, tra cui La Vergine delle rocce. Nel 1785, l'opera venne venduta al mercante d'arte e pittore neoclassico scozzese Gavin Hamilton che la portò in Inghilterra. L'opera finì nella collezione di Lord Landsdown, poi in quella dei conti di Suffolk ed infine alla National Gallery che la acquistò per la somma di 9000 sterline nel 1880.
La tavola venne considerata in buono stato di conservazione da quanti ebbero modo di vederla. Nel corso della sua expertise, lo storico dell'arte Pietro Marani ha rivelato che l'opera ha subito dei restauri già nel XVII secolo, forse di mano del pittore Andrea Bianchi detto "il Vespino". Ulteriori restauri l'opera li ebbe al suo arrivo in Inghilterra. L'ultimo restauro dell'opera avvenne nel maggio del 2008 sotto la direzione di Larry Keith, la quale ad ogni modo confermò il buono stato di conservazione dell'opera.

## Fonti d'ispirazione

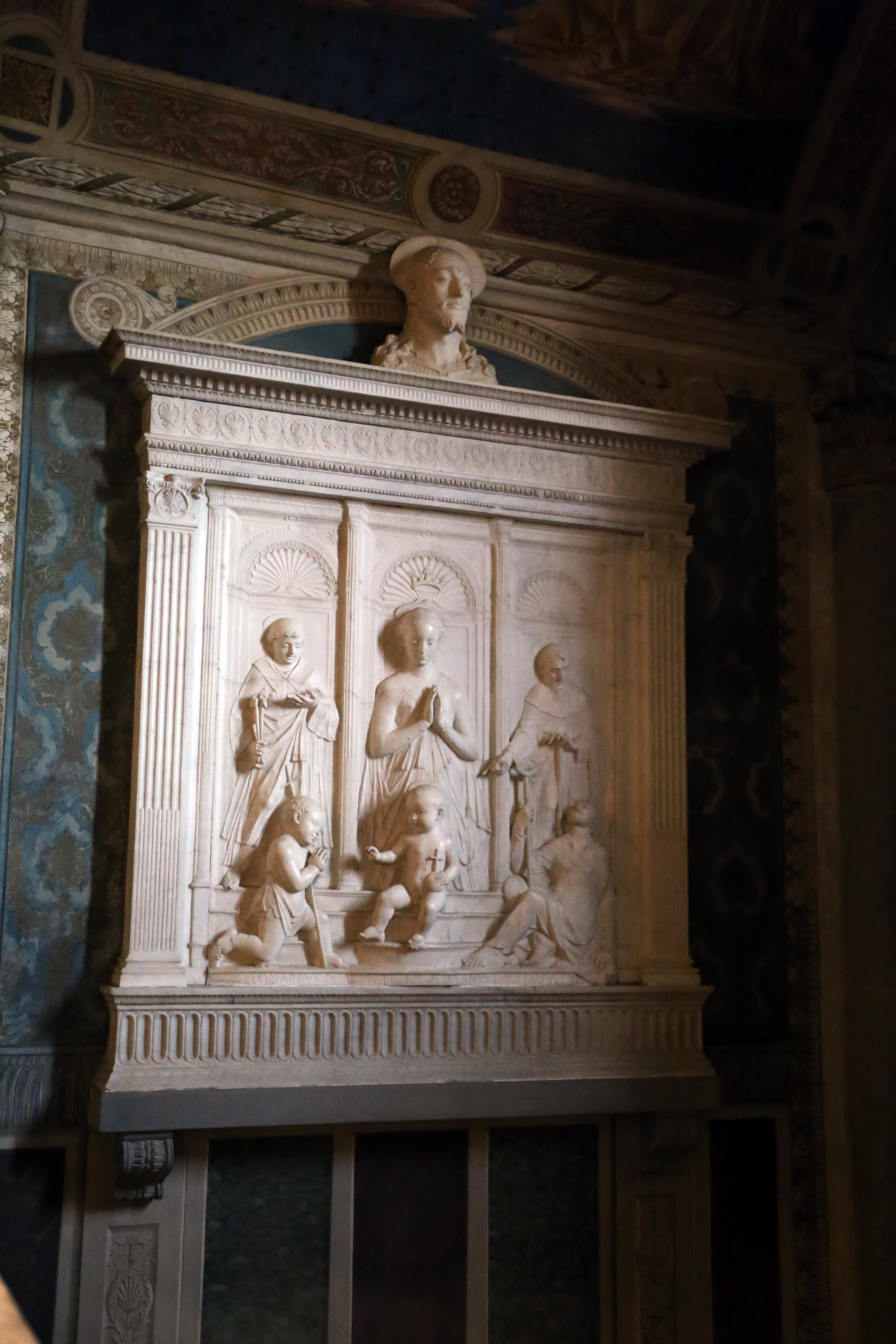
Mino da Fiesole, La Madonna coi santi Lorenzo e Remigio, Gesù Bambino e San Giovanni Battista infante, c. 1464-1466, Firenze, Fiesole, Cattedrale di Fiesole, cappella Salvati.
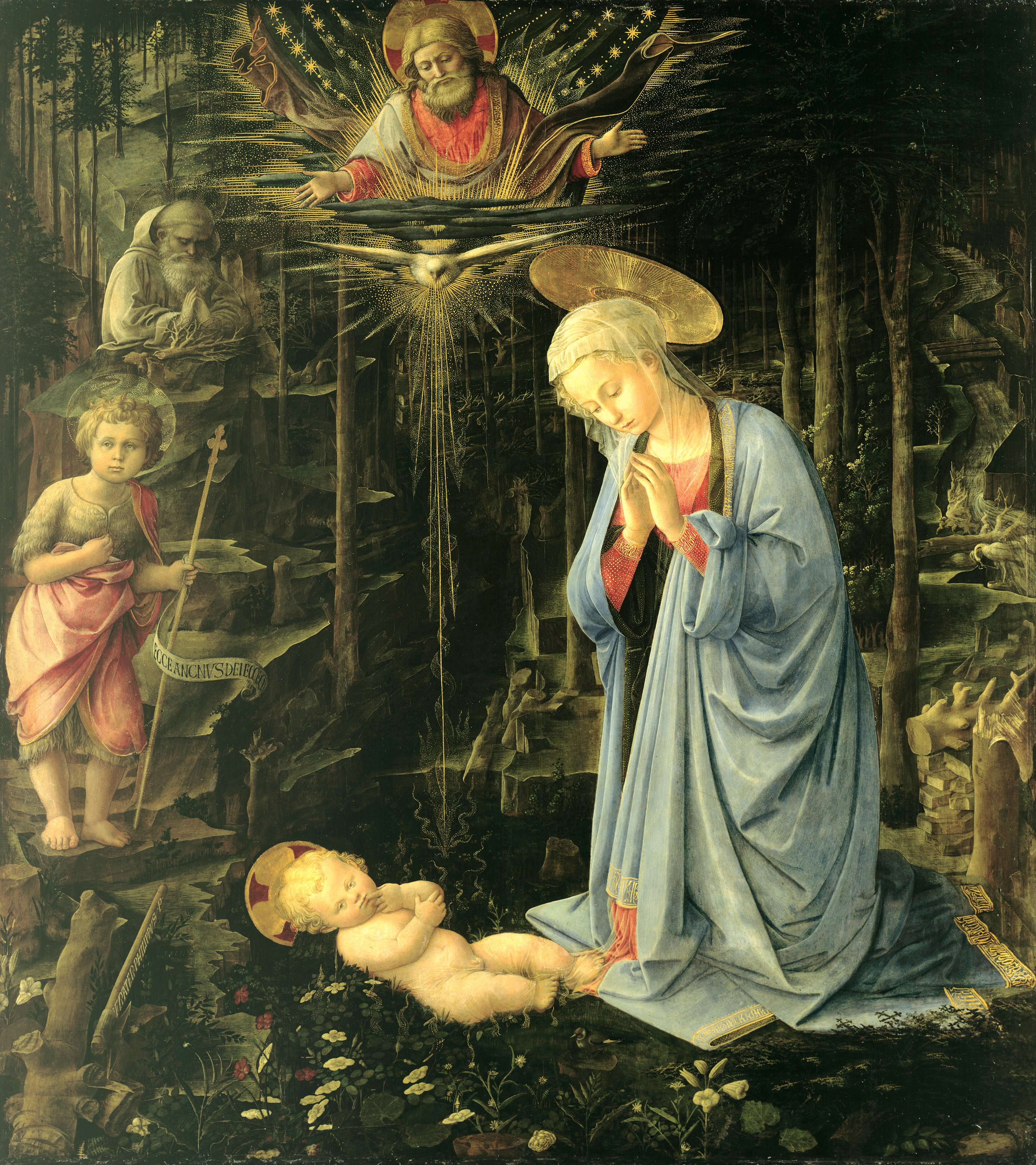
Filippo Lippi, L'Adorazione nella foresta, c.1459, Berlino, Gemäldegalerie.
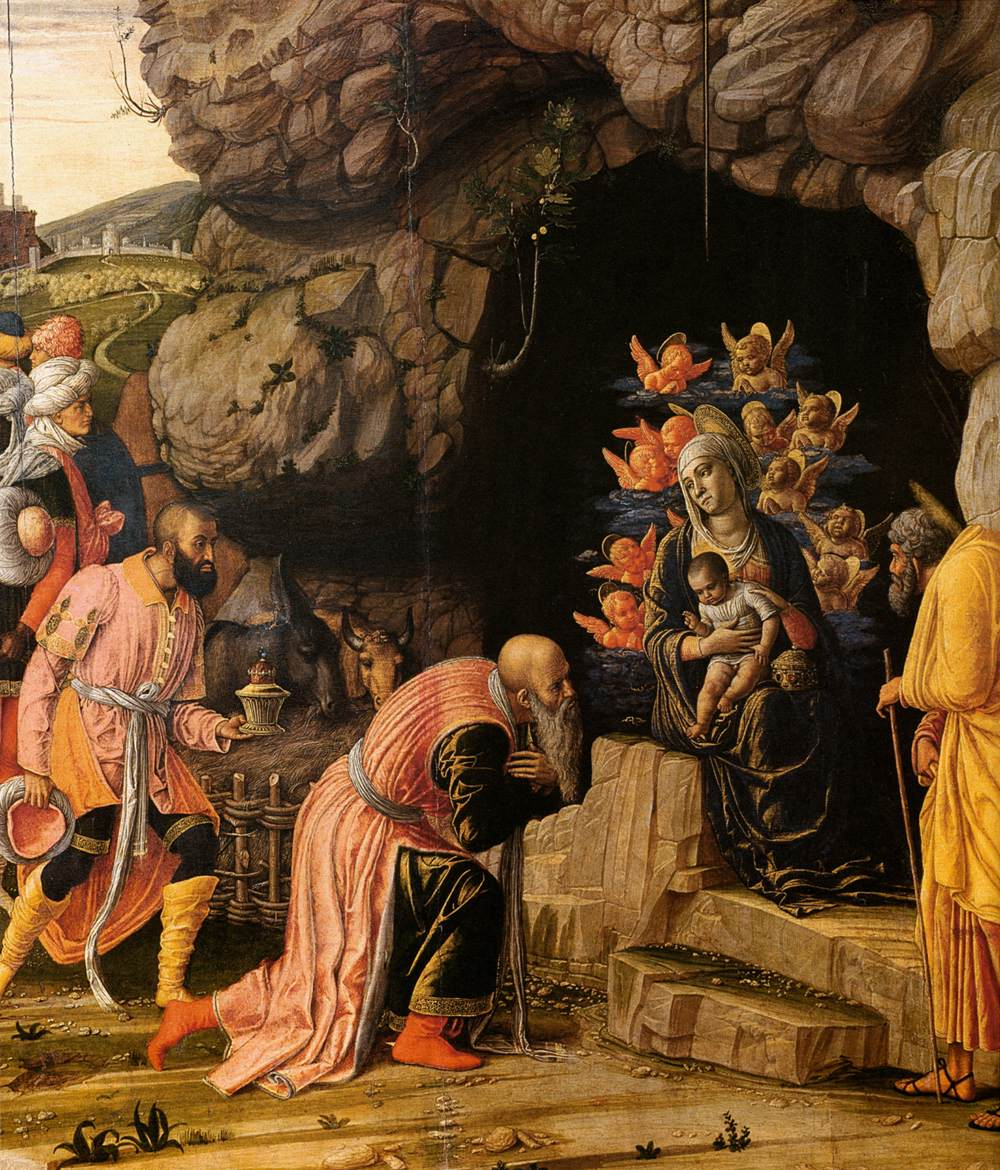
Andrea Mantegna, L'Adorazione dei Magi (dettaglio), 1460, Firenze, Galleria degli Uffizi.

La prima fonte d'ispirazione per Leonardo da Vinci nella composizione dell'opera fu la lettura di un'opera gnostica e mistica intitolata Apocalypsis Nova (conservata nella Biblioteca Ambrosiana di Milano), anche se questo è stato recentemente contestato. Il suo autore, Amadeo Mendes da Silva (c.1420-1482), era un religioso portoghese cattolico, riformatore dell'ordine dei francescani che aveva esercitato il proprio ministero a Milano. Nell'opera si afferma il primato delle figure di Maria e di San Giovanni Battista nei misteri dell'Immacolata Concezione. Amadeo Mendes da Silva ebbe quindi notevoli rapporti non solo con la comunità francescana milanese, ma anche con la chiesa di San Francesco Grande e con la confraternita.
Da un punto di vista formale, sembra che Leonardo abbia disposto le figure di Gesù e di Giovanni Battista ispirandosi ad un bassorilievo di marmo dello scultore Mino da Fiesole eseguito verso il 1464-1466 e presente nella cattedrale di Fiesole a Firenze. Altre ispirazioni pare averle tratte da L'Adorazione nella foresta di Filippo Lippi (c.1459) e dal pannello centrale di una pala d'altare di Andrea Mantegna, L'Adorazione dei Magi (1460), dove la Vergine è raffigurata in una grotta.

### Studi e cartoni

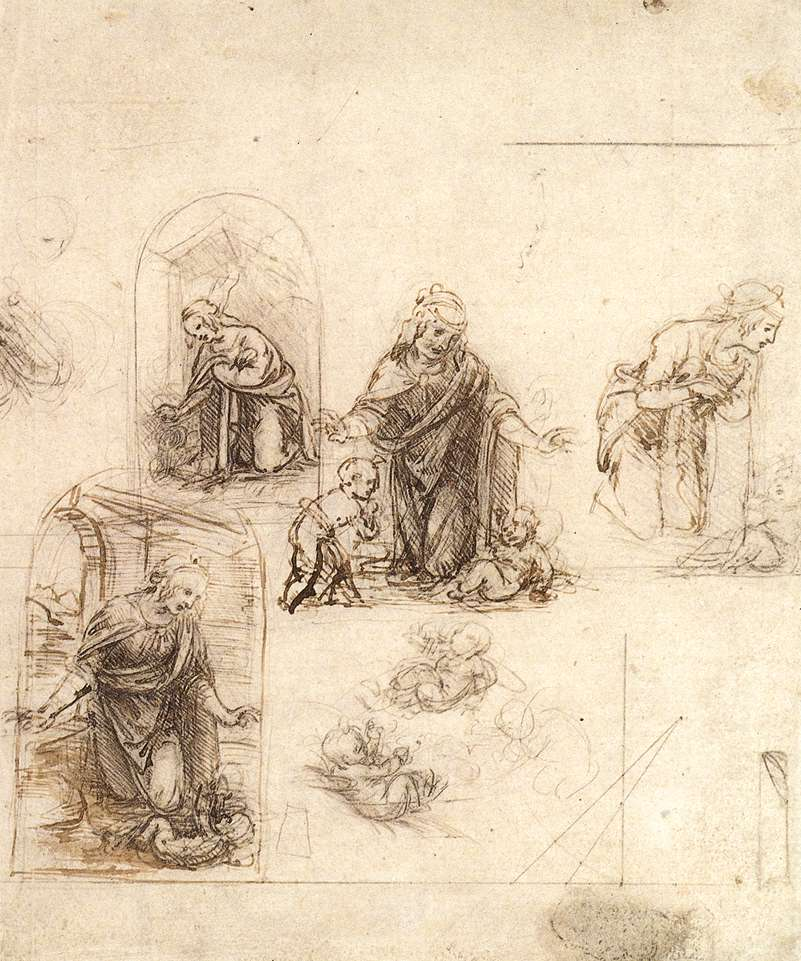
La disposizione dei personaggi nella tavola si ritrova nel disegno Studi per una Madonna adorante il Bambino Gesù (Leonardo da Vinci, c. 1482-1485, New York, Metropolitan Museum of Art.

Lo spirito di Leonardo da Vinci è evidente nelle sue opere che spesso si ispiravano l'una con l'altra. Sul piano della composizione, dunque, il pittore utilizza una disposizione dei personaggi e dei gesti nella Madonna adorante il Bambino Gesù.

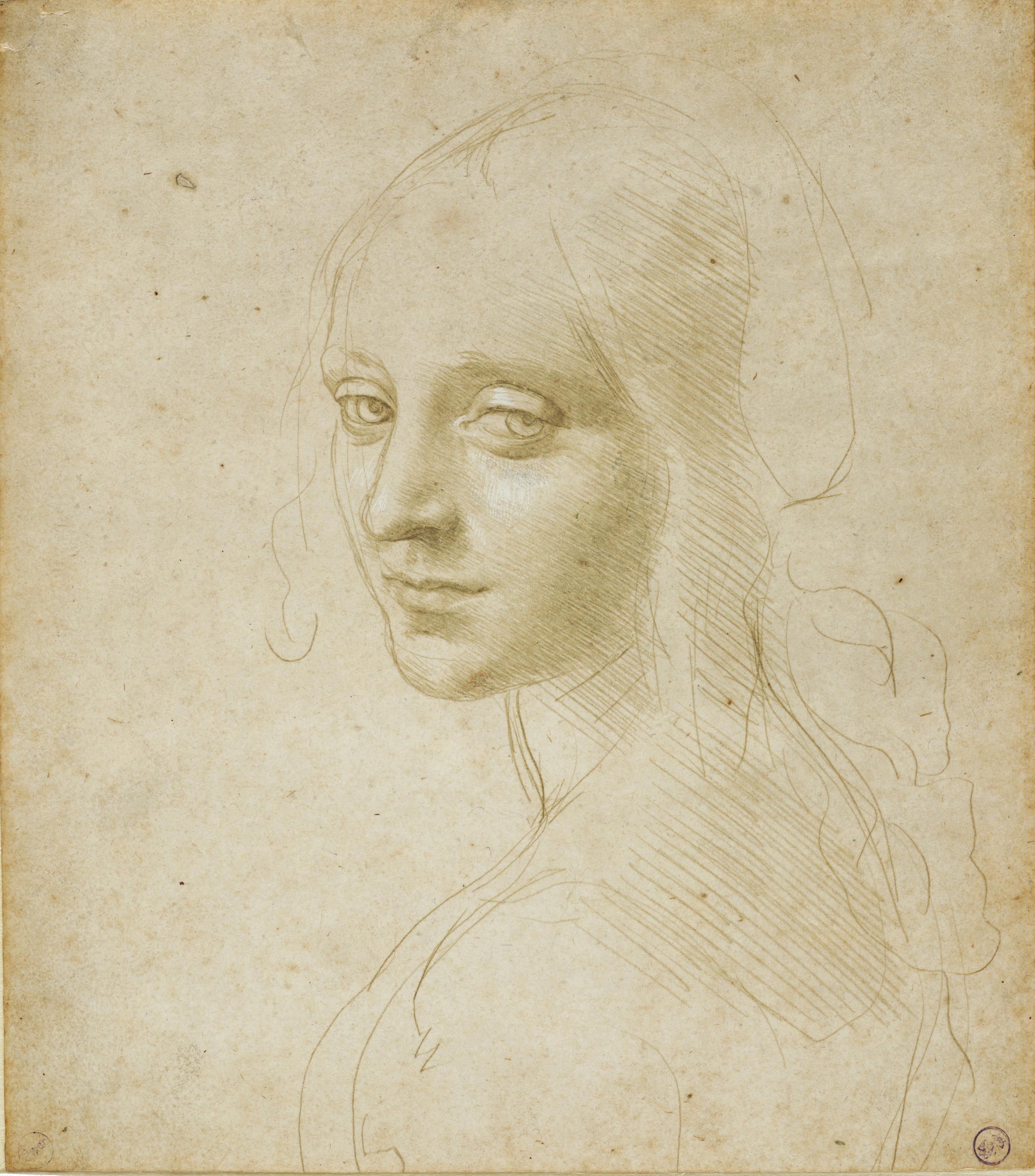
Studio per la testa dell'angelo Uriel, detta «Testa di giovane donna» (c. 1483, Torino, Biblioteca reale.
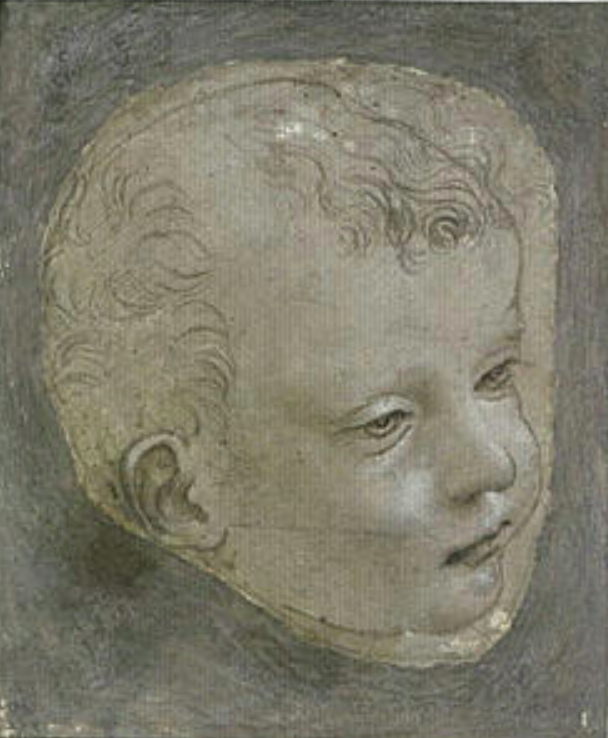
Una Testa di bambino di tre quarti e frontale che costituisce uno studio per la testa del giovane san Giovanni Battista (c. 1483, Parigi, Louvre, département des arts graphiques).
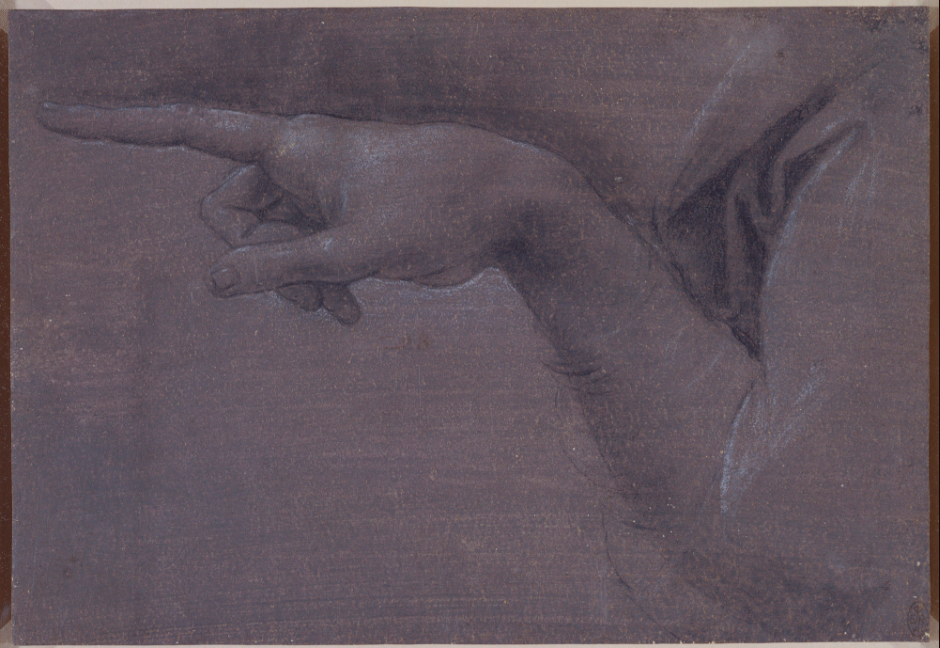
Studio per la mano dell'angelo (disegno presunto di Leonardo da Vinci, c. 1483 o 1517-1520, castello di Windsor, Royal Library).

Ad oggi ci sono pervenuti solo tre studi preparatori per la versione del Louvre de La Vergine delle rocce: uno conservato alla biblioteca reale di Torino e realizzato tra il 1483 ed il 1485, raffigura una Testa di giovane donna, ed è considerato come studio preparatorio per la testa dell'arcangelo Uriel. Una Testa di bambino di tre quarti e frontale costituisce uno studio per la testa di san Giovanni Battista bambino ed è conservata al département des arts graphiques du musée du Louvre e databile al 1482/1483. Dagli studiosi è stata descritta come "pronta al trasferimento" e si tratta quindi di un cartone preparatorio pronto per la realizzazione dell'opera e dunque a dimensioni naturali rispetto al dipinto. Infine, uno studio per la mano destra dell'angelo è conservato al castello di Windsor nella Royal Library. Ad ogni modo la sua attribuzione e la sua datazione sono discusse dagli studiosi: secondo alcuni sarebbe da ascrivere alla mano di un allievo di Leonardo e databile al 1517-1520, anche se Frank Zöllner e Johannes Nathan la datano al 1483 circa e l'attribuiscono alla mano del maestro e dello stesso parere è anche lo storico dell'arte Carlo Pedretti.

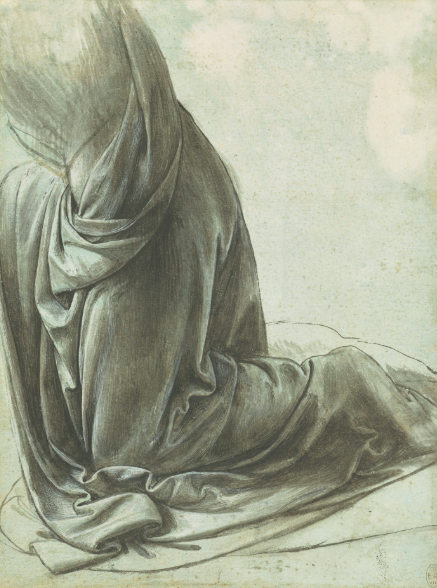
Studio per il drappeggio dell'angelo (c. 1508, Londra, castello di Windsor, Royal Library.

Della versione della National Gallery sono pervenuti solo dei piccoli studi preparatori dell'opera. Gli studiosi hanno certezza assoluta però per uno solo di questi, un drappeggio della gamba per l'angelo Uriel databile al 1508 e conservato presso il castello di Windsor nella Royal Library.